# Баштина (часопис)
Баштина је научни гласник Института за српску културу у Приштини-Лепосавић који се објављује од 1991. године. Излази три пута годишње. На основу категоризације Министарства за 2017. годину рангиран је као часопис од националног значаја и његов рад суфинансира Министарство просвете, науке и технолошког развоја Републике Србије.
Од свеске 28, објављене 2010. године часопис излази и у електронском облику.

## Концепција часописа
Часопис Баштина уређује се у складу са Актом о уређивању научних часописа, а конципиран је као мултидисциплинарни научни часопис да би могао да апсорбује радове из хетерогених научних области. Овакав приступ омогућава публиковање широког дијапазона радова из области: књижевности, археологије, историје, историје културе, историје уметности, политикологије, етнологије, етномузикологије и социологије. У часопису се објављују и приређена грађа, полемике, критике и прикази.
У часопису преовладавају теме које су у складу са актуелним пројектом Института, односно третирају подручје Косова и Метохије и области које гравитирају ка покрајини, али су присутни и радови који се баве читавим простором Србије, Југославије, Балкана, Европе, па и света.

## Издавачи
Часопис је покренуо Институт за проучавање културе Срба, Црногораца, Хрвата и Муслимана, који је 1997. трансформисан у Институт за српску културу, па се надаље као такав води као издавач часописа. До 1991. излазио је у Причтини, а од тада се као место издања наводи Приштина-Лепосавић.

## Уредници и редакција
Главни и одговорни уредник од оснивања часописа Баштина био је Миленко Јевтовић, а касније га смењују: од броја 8, 1997. године Милош Ђорђевић, од броја 24, 2008. Чедомир Ребић, од броја 28, 2010. Срђан Словић, од броја 40, 2016. Иван Бецић и од броја 42, 2017. године Драган Танчић.
Међу члановима уређивачког и редакцијског одбора преовладавају запослени на Институту, али његов међународни карактер дају научници из Русије и Сједињених Америчких Држава.
Дизајн насловне стране урадио је Петар Ђуза, а искоришћена је вињета из Призренског четворојеванђеља, рад јеванђелисте Марка.